# Euceramus praelongus
Euceramus praelongus är en kräftdjursart som beskrevs av William Stimpson 1860. Euceramus praelongus ingår i släktet Euceramus och familjen porslinskrabbor. Inga underarter finns listade i Catalogue of Life.